# Bodiluddelingen 2013
Bodiluddelingen 2013 blev afholdt den 16. marts 2013 på Bremen Teater i København og markerede den 66. gang at Bodilprisen blev uddelt. Uddelingens vært var Mikael Bertelsen.
Den 20. februar 2013 blev det annonceret at komponist Bent Fabricius Bjerre ville blive modtager af årets Æres-Bodil for at hylde hans livslange og imponerende karriere, hvor han har komponeret musik til store tv- og filmklassikere såsom Matador, Olsen Banden-filmene, Jeg er sgu min egen, Blinkende lygter etc.
Nikolaj Arcels periodiske storfilm En kongelig affære holdt flest af uddelingens nomineringer med seks i alt, som bl.a. for bedste film, bedste mandlige og kvindelige hovedrolle. Kapringen, You & Me Forever og Undskyld jeg forstyrrer havde hver fire nomineringer. Trine Dyrholm var nomineret i to kategorier; for bedste kvindelig hovedrolle med Den skaldede frisør og for bedste kvindelige birolle med En kongelig affære. For første gang var brødrene Lars Mikkelsen og Mads Mikkelsen oppe mod hinanden om prisen om bedste mandlig hovedrolle for henholdsvis Viceværten og En kongelig affære, men prisen gik til Mikkel Boe Følsgaard for sin spillefilmsdebut og portrættering af Christian 7. og han modtog dermed sin første Bodilpris for bedste mandlige hovedrolle. Frederikke Dahl Hansen modtog som en af de yngste i Bodilens historie, i en alder af 18 år, prisen for bedste kvindelige birolle for You & Me Forever.
Viasat Film var hovedsponsor ved uddelingen og Blockbuster Publikumsprisen skiftede navn til VIASAT Film Publikumsprisen, som gik til Anne Grethe Bjarup Riis' Hvidstengruppen.

## Vindere og nominerede
| Bedste mandlige hovedrolle | Bedste kvindelige hovedrolle |
| --- | --- |
| - Mikkel Boe Følsgaard for En kongelig affære - Pilou Asbæk for Kapringen - Lars Mikkelsen for Viceværten - Mads Mikkelsen for En kongelig affære - Søren Malling for Kapringen                                                              | - Sara Hjort Ditlevsen for Undskyld jeg forstyrrer - Julie Brohorst Andersen for You & Me Forever - Trine Dyrholm for Den skaldede frisør - Bodil Jørgensen for Hvidsten Gruppen - Alicia Vikander for En kongelig affære   |
| Bedste mandlige birolle | Bedste kvindelige birolle |
| - Tommy Kenter for Marie Krøyer - Nicolas Bro for Undskyld jeg forstyrrer - Lars Bom for Max Pinlig på Roskilde - Thomas Gabrielsson for En kongelig affære - Roland Møller for Kapringen                                                    | - Frederikke Dahl Hansen for You & Me Forever - Lotte Andersen for Undskyld jeg forstyrrer - Trine Dyrholm for En kongelig affære - Emilie Claudius Kruse for You & Me Forever - Elsebeth Stentoft for 10 timer til Paradis |
| Bedste danske film | Bedste amerikanske film |
| - Kapringen af Tobias Lindholm - 10 timer til Paradis af Mads Matthiesen - En kongelig affære af Nikolaj Arcel - Undskyld jeg forstyrrer af Henrik Ruben Genz - You & Me Forever af Kasper Munk                                              | - Martha Marcy May Marlene af Sean Durkin - Hvad med Kevin? af Lynne Ramsay - Moonrise Kingdom af Wes Anderson - Take Shelter af Jeff Nichols - The Descendants af Alexander Payne                                          |
| Bedste ikke-amerikanske film | Bedste dokumentarfilm |
| - Amour af Michael Haneke (Frankrig) - The Artist af Michel Hazanavicius (Frankrig) - Holy Motors af Leos Carax (Frankrig) - Searching for Sugar Man af Malik Bendjelloul (Sverige/Storbritannien) - Shame af Steve McQueen (Storbritannien) | - Putins kys af Lise Birk Pedersen - Ballerina af Maja Friis - Kidd Life af Andreas Johnsen - Lej en familie A/S af Kaspar Astrup Schröder - Sort hvid dreng af Camilla Magid                                               |

## Øvrige priser

### Æres-bodil
- Bent Fabricius Bjerre

### Sær-bodil
- The Act of Killing af Joshua Oppenheimer

### Bedste fotograf
- Rasmus Videbæk for En kongelig affære

### Samarbejdspriser
Henning Bahs Prisen
- Niels Sejer for En kongelig affære

VIASAT FILM Publikumsprisen
- Hvidstengruppen af Anne-Grethe Bjarup Riis